# Jersey Reds
I Jersey Reds sono stati una squadra professionistica di pallacanestro statunitense, con sede a North Bergen nel New Jersey. Hanno vinto l'American Basketball League nella stagione 1937-38.

## Storia
I Jersey Reds nacquero nel 1925 come Union City Reds, con sede a Union City (New Jersey); l'impianto di gioco era il cosiddetto Palais de Danse della città, e venivano anche chiamati "Redlegs" (in italiano: "gambe rosse"), probabilmente dal colore dei calzettoni.
Disputarono inizialmente la Metropolitan Basketball League, per poi trasferirsi in American Basketball League dalla stagione 1933-34. Dalla stagione 1934-1935 si trasferirono a North Bergen e assunsero la denominazione "Jersey Reds".
La squadra vinse il titolo ABL nel 1937-38. Due anni più tardi, nel gennaio 1940, i Reds si sciolsero e confluirono nei New York Jewels.